# سلاویک پارونیان
سلاویک باغداساری پارونیان (ارمنی: Սլավիկ Բաղդասարի Պարոնյան؛ زاده ۳۱ اکتبر ۱۹۲۹ - درگذشته ۱۰ آوریل ۲۰۱۴) نقاش اهل ارمنستان بود.

## زندگی‌نامه
وی در ۳۱ اکتبر ۱۹۲۹ در ایروان به دنیا آمد و از انستیتو دولتی هنری و نمایشی ایروان (۱۹۵۵) فارغ‌التحصیل گشت.  وی عضو اتحادیه نقاشان ارمنستان می‌باشد. وی همچنین برنده جوایزی همچون نقاش مردمی جمهوری ارمنستان (۲۰۱۲) و نقاش شایسته ارمنستان شوروی شد. وی در ۱۰ آوریل ۲۰۱۴ در سن ۸۴ سالگی در ایروان درگذشت.